# Fifth Third Center (Cleveland)
Fifth Third Center es un rascacielos ubicado a lo largo de Superior Avenue en el centro de la ciudad de Cleveland, en el estado de Ohio (Estados Unidos). El edificio tiene 27 pisos y se eleva a una altura de 136 m con 47 845 m². Actualmente es el sexto edificio más alto de Cleveland y el 22 edificio más alto de Estados Unidos. Fue diseñado por RTKL Associates y construido originalmente como Bank One Center en 1991. Se le cambió el nombre en 2003, cuando Fifth Third Bank of Cincinnati se mudó a la estructura.

## Historia
El sitio del Fifth Third Center fue ocupado por Hollenden House desde 1890 hasta 1989. El Hollenden House Hotel original fue construido en 1890 pero demolido en 1963. En 1963, mientras ocurría la demolición del Old Hollenden House Hotel, se construían los cimientos para un nuevo hotel al estilo de los años 1960.
En 1989, el desarrollador John Galbreath, que participó en el proyecto Erieview y One Cleveland Center, trabajó con Nissi Iwho Realty Trust de Tokio de Japón para construir una nueva torre. En 1989, Citibank acordó financiar la construcción de la torre. Su construcción costó 70 000 000 de dólares. En 1990, a medida que avanzaba la construcción, Bank One Corporation tomó cinco pisos y renombró la Torre como Bank One Center. El edificio fue inaugurado en 1991.
Bank One permaneció en la torre de 1991 a 2003. En 2002, Bank One fue adquirido en una fusión masiva con JP Morgan Chase. En 2003, Chase redujo su presencia en Cleveland y Bank One trasladó sus operaciones de Cleveland de su torre a Penton/IBM/Bond Court Tower.
En 2004, Fifth Third Bank ganó su presencia en Cleveland con la adquisición de Bank One Tower y la rebautizó como Fifth Third Center.
Se vendió en abril de 2015 por 53,75 millones de dólares.